# Béquille (aéronautique)
Pour les articles homonymes, voir Béquille.
La béquille, en aéronautique, est le troisième point d'appui d'un avion à train d'atterrissage classique. Le contact avec le sol se fait par frottement (alors que c'est un roulement dans le cas de la roulette de queue). Située à l'arrière du fuselage, elle empêche l'empennage de trainer sur le sol. Initialement elle est fabriquée en bois et munie d'un patin d'usure ; plus tard elle sera métallique.

## Historique
Hormis quelques exceptions comme les Flyers des frères Wright, la béquille a équipé la plupart des aéroplanes dès le début de l'aviation. Simple à fabriquer et légère, elle remplit sa fonction commodément et sans complications. 

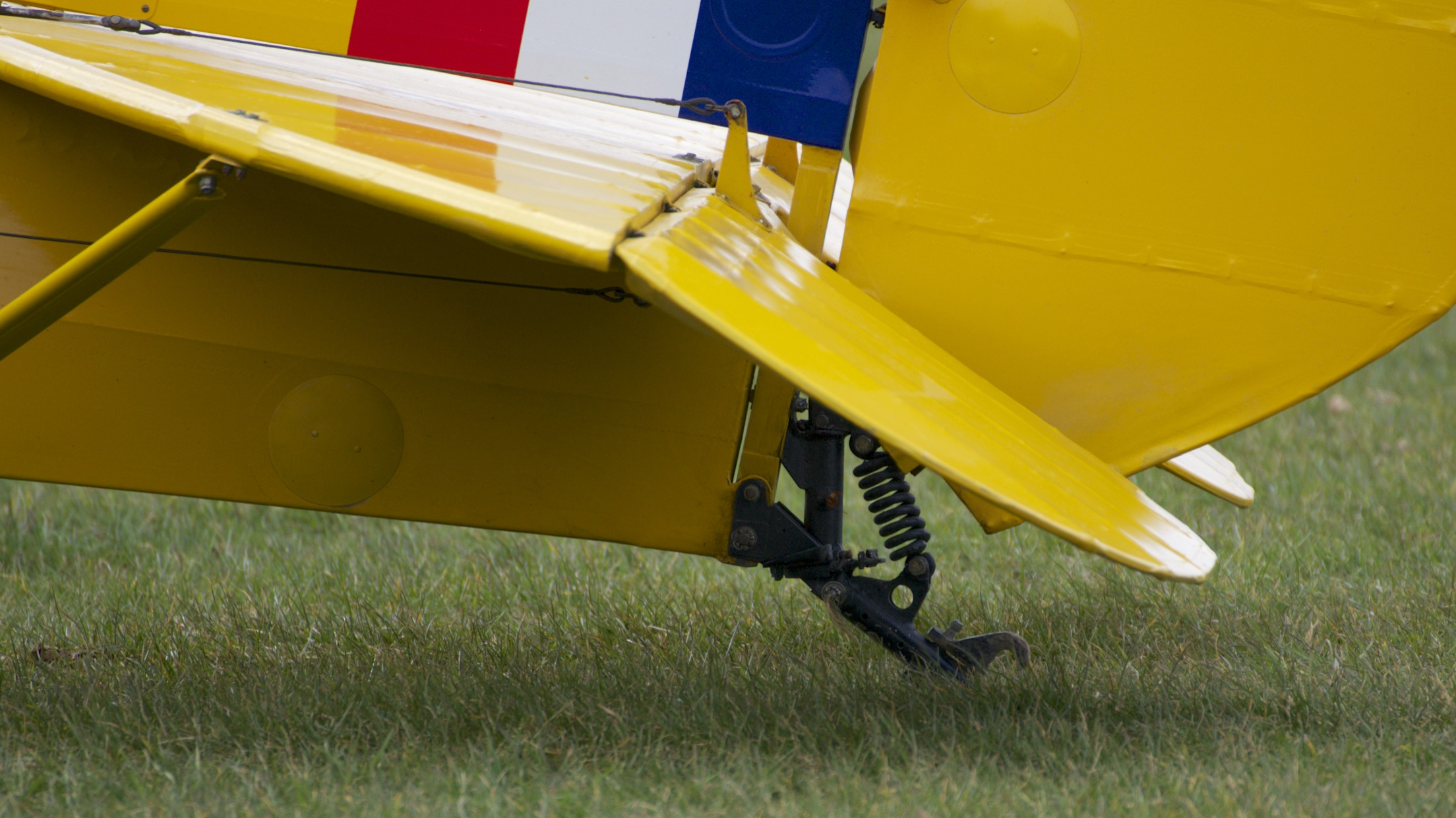
Sur un DH 82 Tiger Moth.

Sur des pistes en herbe, en l'absence de freins sur les avions anciens, elle constitue le seul moyen de freinage lors de l'atterrissage. Ce freinage appliqué tout à l'arrière du fuselage stabilise aussi la trajectoire en empêchant le départ en « cheval de bois ». Le coefficient de frottement sur les pistes en dur étant beaucoup plus faible, le freinage et la stabilisation y sont beaucoup moins importants.
La conjonction de la généralisation des pistes en dur et des freins de roues a conduit à son remplacement par la roulette de queue[réf. souhaitée].

## Réalisation
La béquille est placée à la partie inférieure de l'extrémité arrière du fuselage (étambot). Elle est constituée d'un patin en métal ou en bois amorti par un bloc de caoutchouc.

## Risques pour l'hélice
Le poids reposant sur la béquille est forcément limité : un poids trop important sur la béquille ancrerait l'avion au sol et empêcherait sa mise en ligne de vol lors du décollage. L'équilibre est donc assez limité et le risque existe toujours de passer en pylône (situation ou l'avion repose sur son train principal et sur le nez) ou, simplement, d'endommager l'hélice, voire le moteur. Les déplacements au sol se font avec la profondeur à cabrer pour limiter les risques de pylône mais pour les manœuvres serrées sur terrain en herbe il faut souvent jouer sur la commande de profondeur « à piquer » et augmenter le régime moteur pour que le souffle provoqué par l'hélice sur la profondeur déleste la béquille et donne de l'efficacité à la gouverne de direction ; le risque étant d’exagérer la manœuvre et de toucher le sol avec l'hélice[réf. souhaitée].

## Trains tricycles
On la trouve aussi sur certains avions à train tricycle, où elle protège l'arrière du fuselage du contact avec la piste lors de décollages ou atterrissages à trop forte incidence[réf. souhaitée].

## Planeurs
Elle est quasiment généralisée sur les planeurs. Les « bois et toile » sont munis d'une béquille métallique amortie par un bloc en caoutchouc. Sur les plastiques c'est un sabot rapporté qui en tient lieu. Pour limiter l'usure lors des mises en piste on utilise un B.O.